# Lane Smith
Lane Smith, all'anagrafe Walter Lane Smith III (Memphis, 29 aprile 1936 – Northridge, 13 giugno 2005), è stato un attore statunitense.

## Biografia
Studiò alla scuola di recitazione Actors Studio di New York. A partire dagli anni Settanta lavorò a numerosi film e serie televisive per circa trent'anni.
Nel 1990 ottenne una candidatura al Golden Globe per il miglior attore televisivo per la sua interpretazione di Richard Nixon in Giorni di fuoco.

### Vita privata
Nel 1985 sposò Sydnee Roberta Balaber, con cui rimase fino alla morte di lei avvenuta nel 1998; dal loro matrimonio nacque un figlio, Lane Jr.
Nel 2000 si risposò con Debbie Benedict, da cui ebbe il figlio Robert.
Nell'aprile 2005 gli venne diagnosticato il morbo di Lou Gehrig, che lo stroncò due mesi più tardi, a 69 anni.

## Filmografia parziale

### Cinema
- Il diavolo del volante (The Last American Hero), regia di Lamont Johnson (1973)
- Torna "El Grinta" (Rooster Cogburn), regia di Stuart Millar (1975)
- Quinto potere (Network), regia di Sidney Lumet (1976)
- Between the Lines, regia di Joan Micklin Silver (1977)
- Tuta blu (Blue Collar), regia di Paul Schrader (1978)
- Giovani guerrieri (Over the Edge), regia di Jonathan Kaplan (1979)
- Resurrection, regia di Daniel Petrie (1980)
- Accordi sul palcoscenico (Honeysuckle Rose), regia di Jerry Schatzberg (1980)
- Il principe della città (Prince of the City), regia di Sidney Lumet (1981)
- Lo spaventapasseri (Dark Night of the Scarecrow), regia di Frank De Felitta (1981)
- Frances, regia di Graeme Clifford (1982)
- Le stagioni del cuore (Places in the Heart), regia di Robert Benton (1984)
- Alba rossa (Red Dawn), regia di John Milius (1984)
- Paura (Native Son), regia di Jerrold Freedman (1986)
- Il seme della gramigna (Weeds), regia di John Hancock (1987)
- Prison, regia di Renny Harlin (1987)
- Air America, regia di Roger Spottiswoode (1990)
- Mio cugino Vincenzo (My Cousin Vinny), regia di Jonathan Lynn (1992)
- Stoffa da campioni (The Mighty Ducks), regia di Stephen Herek (1992)
- Il distinto gentiluomo (The Distinguished Gentleman), regia di Jonathan Lynn (1992)
- Mamma, ho trovato un fidanzato (Son in Law), regia di Steve Rash (1993)
- Un colpo da campione (The Scout), regia di Michael Ritchie (1994)
- Hi-Lo Country (The Hi-Lo Country), regia di Stephen Frears (1998)
- La leggenda di Bagger Vance (The Legend of Bagger Vance), regia di Robert Redford (2000)

### Televisione
- Dallas - serie TV,  1 episodio (1981)
- Visitors (V) - serie TV (1984-1985)
- Alfred Hitchcock presenta (Alfred Hitchcock Presents) - serie TV, episodio 1x18 (1985)
- Ai confini della realtà (The Twilight Zone) - serie TV, 1 episodio (1985)
- MacGruder & Loud - serie TV, 1 episodio (1985)
- Storie incredibili (Amazing Stories) - serie TV, episodio 1x18 (1986)
- La signora in giallo (Murder, She Wrote) - serie TV, episodio 5x11 (1989)
- Giorni di fuoco (The Final Days), regia di Richard Pearce – film TV (1989)
- Good Sports - serie TV (1991)
- Good & Evil - serie TV (1991)
- Un'altra vita (Duplicates), regia di Sandor Stern (1991) - film TV
- Lois & Clark - Le nuove avventure di Superman (Lois & Clark: The New Adventures of Superman) - serie TV (1993-1997)
- Dalla terra alla luna (From the Earth to the Moon) - miniserie TV (1998)
- The Practice - Professione avvocati (The Practice) - serie TV, 1 episodio (2001)
- Giudice Amy (Judging Amy) - serie TV, 1 episodio (2002)

## Doppiatori italiani
Nelle versioni in italiano delle opere in cui ha recitato, Lane Smith è stato doppiato da:
- Michele Kalamera in La signora in giallo, Air America (entrambi i doppiaggi)
- Romano Ghini in Alba Rossa
- Vittorio Battarra in Torna "El Grinta"
- Toni Orlandi in Lois & Clark - Le nuove avventure di Superman (st. 1)
- Vittorio Congia in Lois & Clark - Le nuove avventure di Superman (st. 2-4)
- Luciano Melani in Quinto potere
- Paolo Lombardi in La leggenda di Bagger Vance
- Alvise Battain ne Il principe della città
- Carlo Reali in Mio cugino Vincenzo
- Rino Bolognesi in Stoffa da campioni
- Maurizio Scattorin in WW3 - La terza guerra mondiale
- Dario Penne in Dalla Terra alla Luna
- Angelo Nicotra in Hi-Lo Country
- Bruno Alessandro ne Il distinto gentiluomo
- Carlo Baccarini in Visitors
- Saverio Moriones in Visitors (ep. 1x03, ridoppiaggio)